# Schermbeck
Schermbeck là một đô thị ở huyện Wesel, trong Nordrhein-Westfalen, Đức.
Schermbeck tọa lạc gần sông Lippe, khoảng 20 km về phía đông của Wesel, and 8 km về phía tây bắc của Dorsten.
Schermbeck được chia ra thành 8 khu:
- Altschermbeck
- Bricht
- Damm
- Dämmerwald
- Gahlen
- Overbeck
- Schermbeck
- Weselerwald